# Bass on Top
| Recensione | Giudizio |
| ---------- | -------- |
| AllMusic   | [ 1 ]    |

Bass on Top è un album discografico a nome della Paul Chambers Quartet, pubblicato dalla casa discografica Blue Note Records nell'ottobre del 1957.

## Tracce
Lato A
1. Yesterdays – 5:55 (Otto Harbach, Jerome Kern)
2. You'd Be so Nice to Come Home To – 7:18 (Cole Porter)
3. Chasin' the Bird – 6:20 (Charlie Parker)

Lato B
1. Dear Old Stockholm – 6:45 (Tradizionale)
2. The Theme – 6:15 (Miles Davis)
3. Confessin' – 4:12 (Al Neiburg, Doc Daugherty, Ellis Reynolds)

Edizione CD del 1995, pubblicato dalla Blue Note Records (CDP 7 46533 2)
1. Yesterdays – 5:50 (Otto Harbach, Jerome Kern)
2. You'd Be so Nice to Come Home To – 7:15 (Cole Porter)
3. Chasin' the Bird – 5:45 (Charlie Parker)
4. Dear Old Stockholm – 6:40 (Tradizionale)
5. The Theme – 6:10 (Miles Davis)
6. Confessin' – 4:15 (Al Neiburg, Doc Daugherty, Ellis Reynolds)
7. Chamber Mates – 5:00 (Kenny Burrell, Paul Chambers) – Bonus Track

## Musicisti
Paul Chambers Quartet
- Paul Chambers - contrabbasso
- Hank Jones - pianoforte
- Kenny Burrell - chitarra
- Art Taylor - batteria

Note aggiuntive
- Alfred Lion - produttore
- Registrato il 14 luglio 1957 al Rudy Van Gelder Studio di Hackensack, New Jersey
- Rudy Van Gelder - ingegnere delle registrazioni
- Francis Wolff - fotografie
- Harold Feinstein - design copertina album